# 내 손안의 부모님
《내손님》은 MBN에서 방영한 예능 프로그램이다. 내손님이라고 줄여서 말한다.

## 출연자

### MC
- 강호동
- 윤손하

### 패널
- 박상면
- 서경석
- 김형범